# Rocca Santo Stefano
Rocca Santo Stefano település Olaszországban, Lazio régióban, Róma megyében. Lakosainak száma 912 fő (2023. január 1.). Rocca Santo Stefano Affile, Bellegra, Canterano, Subiaco és Gerano községekkel határos.

## Népesség
A település lakossága az elmúlt években az alábbi módon változott:
| Lakosok száma | 971  | 967  | 912  |
|               | 2017 | 2018 | 2023 |